# ساموراي 7
ساموراي 7 (بالإنجليزية: samurai 7) هو اسم مسلسل أنمي مقتبس من فيلم الساموراي السبعة للمخرج الياباني الراحل أكيرا كوروساوا، تم إنتاجها من طرف استديوهات جونزو في العام 2004 م وقد قدرت تكلفة الإنتاج بأكثر من 32 مليون ين ياباني، عدد حلقاته هو 26. تمت دبلجة هذا الأنمي من طرف مركز الزهرة للدبلجة وكان يعرض على قناة سبيس باور.

## القصة
جنود إمبراطور البلاد المعروفون باسم «النوبوسيري» وهم لصوص آلييون، يأتون كل عام لنهب الأرز الذي تنتجه إحدى القرى الفقيرة ويساعدهم في ذلك قوة عتادهم العسكري ولكنهم هذه المرة لم يكتفوا بأخذ الأرز وحسب بل قاموا باختطاف النساء والأطفال أيضا، أحس أهل القرية بأن الكيل قد طفح وقرر شيخ القرية أن يرسل ثلاثة من أهلهم إلى العاصمة لاستئجار 7 من أفراد الساموراي للدفاع عن القرية ضد «النوبوسيري» مقابل الأرز الذي لا يملكون غيره.
بعد أن يأتي أفراد الساموراي السبعة، يبدئون لتحضير حرب ضد جنود الحاكم ويقومون بصنع بعض المعدات وكذلك تدريب أهل القرية على القتال ورمي الأسهم وهذا استعدادا للمعركة الكبرى.

## أهم الشخصيات

### الساموراي
- شيمادا كانبيه (カンベエ) محارب قديم في منتصف العمر قائد فريق ساموراي 7 نجا من الموت في حرب الساموراي الكبرى وهي حرب نشبت قديما بين الساموراي المتمردين على الإمبراطور من جهة وبين الساموراي الحراس التابعين للإمبراطور والساموراي الآليين من جهة أخرى، وهو شخصية هادئة ومتوازنة

يتمتع بالذكاء والفطنة والخبرة الطويلة.
- - الأداء الصوتي: ماساكي تيراسوما (الياباني)، آر بروس إليوت (الإنجليزي), يحيى الكفري (بالعربي)
- أوكاموتو كاتسوشيرو (カツシロウ) هو ساموراي مبتدئ قليل الخبرة وهو يعتبر كامبي معلمه الأول، ولكنه يصبح ذو أهمية فيما بعد.
  - الأداء الصوتي: رومي باكو (الياباني)، شون مايكل تيغ (الإنجليزي)، سامر رضوان (بالعربي)
- كاتاياما غوروبيه (ゴロベエ) هو ساموراي محترف جدا كان مصدر عيشه هو قتل الناس الآمنين في المدن، وعلى ما يبدوا أنه كان يتسلى بذلك. مهاراته عالية في القتال بالسيف ورمي السهام وتجنبها كما أنه ذكي جدا وفطن.
  - الأداء الصوتي: تتسو إينادا (الياباني)، بوب كارتر (الإنجليزي)، أيمن السالك (بالعربي)
- شيتشيروجي (シチロージ) كان محارب جنبا إلى جنب في الحرب العظمى مع كامبي، كان لديه صديقة جميلة اسمها يوكينو ولكنه اضطر لتركها ليحارب مع الساموراي.
  - الأداء الصوتي: تورو كُسانو (الياباني)، دانكان برانان (الإنجليزي)، مروان فرحات (بالعربي)
- كيكوتشيو (キクチヨ) (بالدبلجة العربية: كامبل) هو ساموراي ميكانيكي. وهو في الأصل من الفلاحين ولكن كامبي قائد المجموعة قبله لأنه مقاتل ممتاز وشجاع. هو فوضوي ومثير للمشاكل ومزاحه ثقيل. كما أنه يغضب بسرعة ويستفز بسهولة.
  - الأداء الصوتي: كونغ كواتا (الياباني)، كريستوفر سابات (الإنجليزي)، محمد خرماشو (بالعربي)
- هاياشيدا هيهاتشي (ヘイハチ)
  - الأداء الصوتي: جونجي إينوكاي (الياباني), غريغ إيرس (الإنجليزي)، رأفت بازو (بالعربي)
- كيوزو (キュウゾウ) أحد حراس حاكم المدينة التي جاء القرويون إليها بحثا عن الساموراي قوي جدا محترف هادئ وقليل الكلام انضم أي الساموراي 7 بسبب إعجابه بكانبيه قائد الساموراي 7 وقرر أن يخوض معه معركة وأن يقتله بعد القضاء على النوبوسيري ولكنه قتل في النهاية خطأ على يد أكوماتو تلميذ كانبيه وذلك في نهاية المعركة الكبرى التي دمرت فيها العاصمة وقتل الإمبراطور.
  - الأداء الصوتي: شينيتشيرو ميكي (الياباني), سوني سترايت (الإنجليزي)، محمد مصطفى (بالعربي)

## وصلات خارجية
- ساموراي 7 على موقع IMDb (الإنجليزية)
- ساموراي 7 على موقع روتن توميتوز (الإنجليزية)
- ساموراي 7 على موقع نتفليكس (الإنجليزية)
- ساموراي 7 على موقع كينوبويسك (الروسية)
- ساموراي 7 على موقع ألو سيني (الفرنسية)
- ساموراي 7 على موقع قاعدة بيانات الفيلم (الإنجليزية)
- ساموراي 7 على موقع ANN anime (الإنجليزية)

- الموقع الرسمي لأنمي ساموراى 7ي.